# Сопуерта
Сопуерта (баск. Sopuerta, ісп. Sopuerta) — муніципалітет в Іспанії, у складі автономної спільноти Країна Басків, у провінції Біская. Населення — 2504 особи (2009).
Муніципалітет розташований на відстані близько 320 км на північ від Мадрида, 18 км на захід від Більбао.
На території муніципалітету розташовані такі населені пункти: (дані про населення за 2009 рік)
- Ален: 20 осіб
- Аренао: 9 осіб
- Авельянеда: 67 осіб
- Лабаррієта-Олабаррієта: 62 особи
- Бесі: 116 осіб
- Ель-Кастаньйо: 313 осіб
- Харральта: 95 осіб
- Меркадільйо: 699 осіб
- Лас-Муньєкас: 55 осіб
- Лас-Рібас: 64 особи
- Ла-Балуга: 837 осіб
- Сан-Мартін-де-Карраль: 167 осіб

## Демографія
Динаміка населення (INE ):

## Галерея зображень

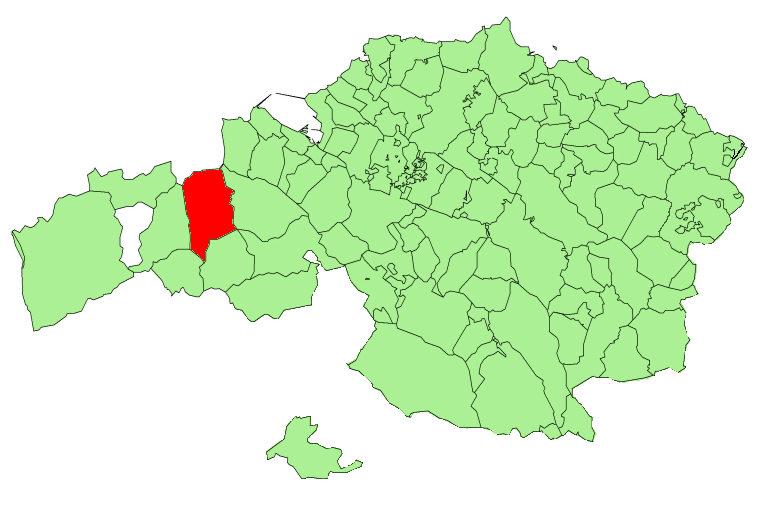
Розташування муніципалітету
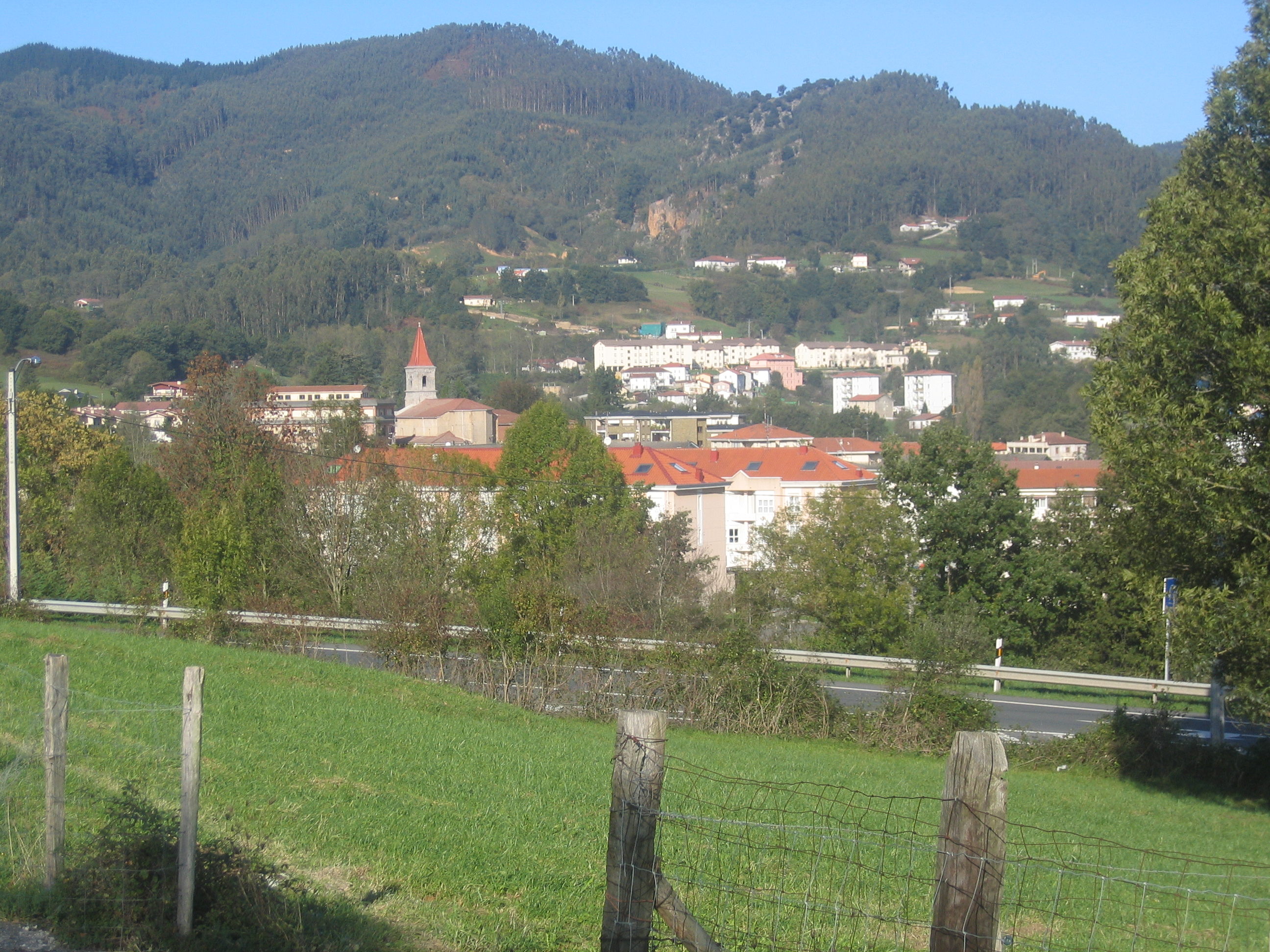
Сопуерта